# 細鱗希臘鱥
細鱗希臘鱥（學名：Pelasgus prespensis），為輻鰭魚綱鯉形目雅羅魚科希臘鱥屬的一個種，被IUCN列為瀕危保育類動物，分布於歐洲阿爾巴尼亞、北馬其頓及希臘交界的普雷帕斯湖與其洄水區流域，本魚頭和吻部粗壯、略呈圓形，尾鰭叉形，體長可達7.3公分，棲息在植被生長、平靜的湖泊底中層水域，生活習性不明，因外來種，如麥穗魚(Pseudorasbora parva)及苦味鰟鮍(Rhodeus amarus)入侵，導致族群數量下降。